# توماس ر. فيتزجيرالد
توماس ر. فيتزجيرالد (بالإنجليزية: Thomas R. Fitzgerald)‏ هو قاضي ومحامي أمريكي، ولد في 10 يوليو 1941 في شيكاغو في الولايات المتحدة، وتوفي في 1 نوفمبر 2015 في لا غرانت في الولايات المتحدة بسبب مرض باركنسون.

## وصلات خارجية
- توماس ر. فيتزجيرالد على موقع إن إن دي بي (الإنجليزية)